# Lepilemur wrightae
Lepilemur wrightae (Лепілемур Райт) — вид приматів родини лепілемурових (Lepilemuridae). Вид названий на честь природоохоронниці Патрісії Райт.

## Зовнішній вигляд
Довжина тіла 22-28 см, хвоста 24-27 сантиметрів, вага близько 0,95 кг, це великий член роду. Шерсть на спині від червонувато-коричневого до сіро-коричневого кольору, світло-сірий. Вони єдині лепілемури, в яких статі по-різному забарвлені: голова самиці сіра і помітно контрастує з тілом. Голова самця червонувато-коричнева і не відрізняється від тіла. Вуха тільки рідко покриті волоссям у обох статей і яскравіші, ніж голова.

## Поширення
В даний час відомо зі Спеціального Резерву Каламбатрітра на південному сході Мадагаскару, на захід від річки Мананара і на північ від річки Мандраре. Житель низовинного тропічного лісу.

## Поведінка
Мало що відомо про звички цих приматів. Як і всі лепілемури ведуть нічний спосіб життя. Дієта повинна складатися з листя, плодів і квітів.

## Загрози
Цей вид знаходиться під загрозою втрати місця існування і деградації від нестійких методів ведення сільського господарства, а також неприйнятних рівнів полювання. Зустрічається в Спеціальному Резерві Каламбатрітра.